# Илето, Рафаэль
Рафаэль Манио Илето, исп. Rafael Manio Ileto (24 октября 1920 года, Нуэва-Эсиха, Филиппины — 19 июня 2003 года, Кесон-Сити, Филиппины) — государственный и политический деятель Филиппин, министр обороны в 1986—1988 годах, генерал-лейтенант.

## Биография
Родился в 1920 году в провинции Нуэва-Эсиха на Центральном Лусоне. Окончил школу в родном городе Сан-Исидро, затем — вуз в Высшей школе Нуэва-Эсихи в Кабанатуане. Два года учился на инженерном факультете Университета Филиппин, но в 1940 году перешёл в Военную Академию Филиппин. Затем учился в Военной академии США в Вест-Пойнте, которую окончил в июне 1943 года (учился вместе с Р. Олдсом и Б. У. Роджерсом). После окончания Вест-Пойнта 3 месяца учился в Пехотной школе в Форт-Беннинге.
Профессиональный военный.
Службу начал в звании младшего лейтенанта 1-го Филиппинского пехотного полка (базировался в Калифорнии) в 1943 г. С 19 сентября 1943 года принимал участие в боевых действиях в ходе Новогвинейской кампании. Сделал карьеру как разведчик в рядах 6-й армии США. Уже лейтенантом участвовал в боях на юге острова Самар во время сражения за о. Лейте и участвовал в высадке в заливе Лингаен 9 января 1945 года.
30 января 1945 участвовал в спецоперации рейнджеров по освобождению военнопленных в лагере в Кабанатуане. Данная операция стала одной из самых успешных в истории армии США.
После окончания войны принял участие в воссоздании Филиппинской военной академии. В 1947—1949 годах (до ухода в отставку) служил в гарнизоне на о. Окинава.
В отставке попробовал заняться частным бизнесом, но в 1950 году вернулся на военную службу, уже в филиппинскую армию в звании капитана. Служил в Генеральном штабе. В ноябре 1950 года создал первое в филиппинской армии подразделение специального назначения — 1й рейнджерский полк в форте Бонифасио, которым командовал до 1955 года. В 1951 году активно участвовал в подавлении прокоммунистического партизанского движения и убийстве лидера партизан и Филиппинской компартии Гильермо Кападосии, а в 1954 году — разгроме партизанского движения.
С 1955 года военный атташе в Южном Вьетнаме и Лаосе.
С 1959 по 1964 год вновь в генштабе, начальник оперативного отдела Национального агентства координации разведки.
В 1965 году учился в командно-штабном колледже в Форт Ливенворт (США), а затем в командно-штабном в Форте Бонифасио (Филиппины). После этого занял пост командующего 1-й военной зоной, охватывающей все провинции к северу от Манилы.
С 1967 года заместитель начальника генштаба по разведке в звании полковника. В 1969 году прошёл курс военного управления в Питтсбургском университете.
В 1969—1971 годах — командующий филиппинской армией (при министре обороны и президенте Ф. Маркосе). После объявления президентом военного положения 21 сентября 1972 года был одним из немногих военных и единственным генералом, выступившим против этого шага, что остановило его карьеру в вооружённых силах страны (ВСФ).
В 1973 году был назначен заместителем начальника штаба ВСФ. Позже был повышен до звания генерал-майора, а в 1975-м — до генерал-лейтенанта. В 1978 году вышел в отставку.
Был послом Филиппин в Иране и Турции по совместительству (1975—1980 годы), а также Таиланде, Камбодже и Лаосе по совместительству (1980—1986 годы).
Во время революционных событий в феврале 1986 г. выступал в роли посредника между Ф. Маркосом и оппозицией. После прихода к власти К. Акино получил пост заместителя министра обороны.
23 ноября 1986 года в стране произошёл острый политический кризис. Был раскрыт антиправительственный заговор сторонников бывшего президента Ф. Маркоса, правительство подало в отставку, а «сильная личность», министр обороны Х. П. Энриле перешёл на сторону оппозиции. В этой ситуации Р. М. Илето, как сторонник президента К. Акино, был назначен новым министром обороны и пребывал на этом посту до 21 января 1988, когда ушёл в отставку в знак протеста против отказа руководства страны от реорганизации армии, активизации борьбы с партизанами и отсутствия повышения уровня благосостояния населения.
Имел 7 детей, трёх сыновей (Рейнальдо, Вильфредо и Джеффри) и четырёх дочек (Кристина, Мишель, Дженни и Марисса).
Умер 19 июня 2003 года от инфаркта и был похоронен со всеми воинскими почестями в Форте Бонифасио (столичный регион).